# Amarogentina
L' amarogentina és un compost químic que es troba a la genciana groga (Gentiana lutea) o la Swertia chirata.

## Descripció
L'arrel de genciana té una llarga història d'ús com herba amarga en el tractament de desordres digestius i com a ingredient en moltes medicines propietàries.
Els principis amargs de l'arrel de genciana són els glucòsids secoiridoides, amarogentina i gentiopicrina. El primer és un dels compostos naturals més amargs coneguts i s'utilitza com a base científica per al mesurament de l'amargor. En humans, activa el receptor del gust amarg hTAS2R50.
A més a més mostra una activitat d'antileishmania en models animals sent un inhibidor de la topoisomerasa I.

## Síntesi
El grup bifenil-carboxílic se sintetitza per mitjà d'una ruta del tipus policètid, on es combinen tres unitats d'acetil-CoA i una unitat de 3-hidroxibenzoil-CoA, aquest últim es forma aviat per la via del shikimat i no a partir dels àcids benzoic o cinàmic.